# Radicaal 87
Radicaal 87 is een van de 34 van de 214 Kangxi-radicalen dat bestaat uit vier strepen.
In het Kangxi-woordenboek zijn er 36 karakters die dit radicaal gebruiken.

## Karakters met het radicaal 87
| Strepen | Karakter |
| ------- | -------- |
| + 0     | 爪 爫    |
| + 4     | 爬 爭    |
| + 5     | 爮 爯 爰 |
| + 6     | 爱       |
| + 8     | 爲       |
| + 10    | 爳       |
| + 11    | 爴       |
| + 14    | 爵       |

Bronskarakter
Klein zegelkarakter